# The Galloping Gobs
Pour plus de détails, voir Fiche technique et Distribution.
The Galloping Gobs est un film américain réalisé par Richard Thorpe, sorti en 1927.

## Synopsis
Bill et Chub, deux marins en permission, gagnent un ranch au poker. Lorsqu'ils y arrivent, ils le trouvent dans un état de délabrement avancé, mais ils décident d'y passer la nuit. Des bruits les réveillent et ils découvrent des bandits avec une prisonnière. Les deux amis entendent que les hors-la-loi prévoient de piller une diligence et se ruent en ville pour prévenir le shérif. De retour au ranch, ils viennent à bout de ceux qui gardaient la jeune femme. Avec la prime, ils décident de s'installer là.

## Fiche technique
- Titre original : The Galloping Gobs
- Réalisation : Richard Thorpe
- Scénario : Frank L. Inghram[1]
- Photographie : Ray Ries
- Production : Lester F. Scott Jr.
- Société de production : Action Pictures
- Société de distribution : Pathé Exchange
- Pays de production :  États-Unis
- Langue originale : anglais
- Format : noir et blanc — 35 mm — 1,37:1 — Film muet
- Genre : Western
- Durée : 5 bobines - 1 379 m
- Date de sortie :
  - États-Unis : 27 février 1927

## Distribution
- Jay Wilsey : Bill Corbitt
- Morgan Brown : Chub Barnes
- Betty Baker : Mary Whipple
- Raye Hampton : Fanny
- Walter Maly : le chef des bandits
- Robert Homans : le banquier
- Jack Barnell : l'enseigne de vaisseau
- Fred Burns : le shérif